# Сидорук Федір Аркадійович
Фе́дір Арка́дійович Сидору́к (31 липня 1974, Київ) — український перекладач, журналіст. Колишній редактор програм журналістських розслідувань «Знак оклику», Слідство.Інфо, «Схеми: корупція в деталях».

## Життєпис
Народився 31 липня 1974, у місті Києві. Закінчив Інститут журналістики КНУ. Ще під час навчання на 3 курсі (з 1993 року) почав працювати перекладачем з англійської на телеканалі ICTV. Згодом робив переклади для численних студій, зокрема «Пілот» (Бівис і Батхед, Сімпсони — 280 епізодів) та студії 1+1 (сотні фільмів, серіалів). Під час роботи на студії 1+1, іноді використовував псевдонім Дмитро Колючий у перекладах.
Працював журналістом-міжнародником та журналістом-розслідувачем у ТСН (Студія «1+1», міжнародник до 2004), «Закритій зоні» (5 канал, автор, ведучий), ТВі («Знак оклику», головний редактор), Слідство.Інфо («hromadske», головний редактор). Співавтор «Моніторингу журналістських розслідувань» (Детектор медіа). Співавтор курсу «Журналістські розслідування: основи». З 2018 року відійшов від журналістики і займається окремими проєктами, зосередившись на PR, інформаційній політиці та перекладах.
З 2006-го року почав працювати з українським кінодублюванням зі студіями «Le Doyen Studio», «Postmodern Postproduction», «Невафільм», «AdiozProduction Studio» тощо. Перший переклад для кінопрокату Я, він та ще один (2006). За цей час переклав уже кількасот фільмів. Продовжує працювати як для великого екрану, так і для Інтернет-проєктів, журналістських сайтів, робить переклади українських фільмів англійською.

## Переклад під дублювання
1. Підлітки-мутанти Черепашки-ніндзя: Погром мутантів (2023) (для студії «Le Doyen»)
2. Бладшот (фільм) (2020) (для студії «Le Doyen»)
3. Погані хлопці назавжди (2020) (для студії «Le Doyen»)
4. Прокляття (фільм, 2020) (для студії «Le Doyen»)
5. Історія іграшок 4 (2019) (для студії «Le Doyen»)
6. Прокляття Ла Йорони (2019) (для студії «Postmodern»)
7. Родина Адамсів (мультфільм, 2019) (для студії «Le Doyen»)
8. Смертельний лабіринт (2019) (для студії «Le Doyen»)
9. Термінатор: Фатум (2019) (для студії «Postmodern»)
10. Форсаж: Гоббс та Шоу (2019) (для студії «Le Doyen»)
11. Шахрайки (фільм) (2019) (для студії «Le Doyen»)
12. Як приборкати дракона 3: Прихований світ (2019) (для студії «Le Doyen»)
13. Агент Джонні Інгліш: Нова місія (2018) (для студії «Le Doyen»)
14. Секс-контроль (2018) (для студії «Le Doyen»)
15. Соло. Зоряні Війни. Історія (2018) (для студії «Le Doyen»)
16. Шерлок Ґномс (2018) (для студії «Le Doyen»)
17. Зоряні війни: Останні джедаї (2017) (для студії «Le Doyen»)
18. На драйві (2017) (для студії «Le Doyen»)
19. Нікчемний я 3 (2017) (для студії «Le Doyen»)
20. Пастка (фільм, 2017) (для студії «Le Doyen»)
21. Привид у броні (2017) (для студії «Le Doyen»)
22. Форсаж 8 (2017) (для студії «Le Doyen»)
23. Хто в домі тато 2 (2017) (для студії «Le Doyen»)
24. Бунтар Один. Зоряні Війни. Історія (2016) (для студії «Le Doyen»)
25. Джек Річер: Не відступай (2016) (для студії «Le Doyen»)
26. Стартрек: За межами Всесвіту (2016) (для студії «Le Doyen»)
27. Книга джунглів (фільм, 2016) (для студії «Le Doyen»)
28. Морган (фільм) (2016) (для студії «Le Doyen»)
29. Не дихай (2016) (для студії «Le Doyen»)
30. Пробудження (фільм, 2016) (для студії «Le Doyen»)
31. П'ята хвиля (фільм) (2016) (для студії «Le Doyen»)
32. Шпигуни-союзники (2016) (для студії «Le Doyen»)
33. Думками навиворіт (2015) (для студії «Le Doyen»)
34. Зоряні війни: Пробудження Сили (2015) (для студії «Le Doyen»)
35. Паранормальне явище: Примарний світ (2015) (для студії «Le Doyen»)
36. Форсаж 7 (2015) (для студії «Le Doyen»)
37. Посіпаки (2015) (для студії «Le Doyen»)
38. Прогулянка висотою (2015) (для студії «Le Doyen»)
39. 007: Спектр (2015) (для студії «Le Doyen»)
40. Форсаж 7 (2015) (для студії «Le Doyen»)
41. Місія нездійсненна: Нація ізгоїв (2015) (для студії «Le Doyen»)
42. Як приборкати дракона 2 (2014) (для студії «Postmodern»)
43. G.I. Joe: Атака Кобри 2 (2013) (для студії «Le Doyen»)
44. Нікчемний Я 2 (2013) (для студії «Le Doyen»)
45. Стартрек: Відплата (2013) (для студії «Le Doyen»)
46. Вартові легенд (2012) (для студії «Le Doyen»)
47. Диктатор (2012) (для студії «Le Doyen»)
48. Згадати все (фільм, 2012) (для студії «Le Doyen»)
49. Інший світ: Пробудження (2012) (для студії «Postmodern»)
50. Лоракс (фільм) (2012) (для студії «Le Doyen»)
51. 007: Координати «Скайфолл» (2012) (для студії «Le Doyen»)
52. Рейс (2012) (для студії «Le Doyen»)
53. Глобальне вторгнення: Битва Лос-Анджелес (2011) (для студії «Le Doyen»)
54. Гоп (мультфільм) (2011) (для студії «Le Doyen»)
55. Агент Джонні Інгліш: Перезапуск (2011) (для студії «Le Doyen»)
56. Зелений шершень (2011) (для студії «Le Doyen»)
57. Зоонаглядач (2011) (для студії «Le Doyen»)
58. Історія іграшок. Відпочинок на Гаваях / Hawaiian Vacation (2011) (для студії «Le Doyen»)
59. Кіт у чоботях (мультфільм, 2011) (для студії «Le Doyen»)
60. Місія нездійсненна: Протокол «Фантом» (2011) (для студії «Le Doyen»)
61. Паранормальне явище 3 (2011) (для студії «Le Doyen»)
62. Пригоди Тінтіна: Таємниця «Єдинорога» (2011) (для студії «Postmodern»)
63. Ранго (2011) (для студії «Le Doyen»)
64. Реальна сталь (2011) (для студії «Le Doyen»)
65. Священик (фільм, 2011) (для студії «Le Doyen»)
66. Супер 8 (2011) (для студії «Le Doyen»)
67. Трансформери: Темний бік Місяця (2011) (для студії «Postmodern»)
68. Форсаж 5: Пограбування в Ріо (2011) (для студії «Le Doyen»)
69. Я номер чотири (2011) (для студії «Le Doyen»)
70. Звідки ти знаєш? (2010) (для студії «Невафільм Україна»)
71. Знайомство з Факерами 2 (2010) (для студії «Le Doyen»)
72. Історія іграшок 3 (2010) (для студії «Le Doyen»)
73. Малюк-каратист (2010) (для студії «Невафільм Україна»)
74. Мегамозок (2010) (для студії «Le Doyen»)
75. Надто крута для тебе (2010) (для студії «Le Doyen»)
76. Нещадний (2010) (для студії «Le Doyen»)
77. Нікчемний Я (2010) (для студії «Le Doyen»)
78. Оселя зла: Потойбічне життя (2010) (для студії «Le Doyen»)
79. Останній володар стихій (2010) (для студії «Le Doyen»)
80. Паранормальне явище 2 (2010) (для студії «Le Doyen»)
81. Принц Персії: Піски часу (фільм) (2010) (для студії «Le Doyen»)
82. Робін Гуд (фільм, 2010) (для студії «Le Doyen»)
83. Солт (фільм) (2010) (для студії «Невафільм Україна»)
84. Соціальна мережа (фільм) (2010) (для студії «Le Doyen»)
85. Турист (фільм) (2010) (для студії «Le Doyen»)
86. Хроніки Нарнії: Підкорювач Світанку (2010) (для студії «Невафільм Україна»)
87. Як приборкати дракона (2010) (для студії «Le Doyen»)
88. Безславні виродки (2009) (для студії «Le Doyen»)
89. Вітаємо у Зомбіленді (2009) (для студії «Невафільм Україна»)
90. Вперед і вгору (2009) (для студії «Le Doyen»)
91. Гола правда (2009) (для студії «Невафільм Україна»)
92. Готель для собак / Hotel for Dogs (2009) (для студії «Le Doyen»)
93. 12 раундів (2009) (для студії «Невафільм Україна»)
94. 2012 (фільм) (2009) (для студії «Невафільм Україна»)
95. Зоряний шлях (фільм) (2009) (для студії «Le Doyen»)
96. Інший світ: Повстання ліканів (2009) (для студії «Невафільм Україна»)
97. Клони (2009) (для студії «Le Doyen»)
98. Милі кості (фільм) (2009) (для студії «Le Doyen»)
99. Мінлива хмарність, часом фрикадельки (2009) (для студії «Невафільм Україна»)
100. Монстри проти чужих (2009)
101. П'ятниця 13-те (фільм, 2009) (для студії «Le Doyen»)
102. Рожева пантера 2 (2009) (для студії «Невафільм Україна»)
103. Старі пси (2009) (для студії «Le Doyen»)
104. Термінатор: Спасіння прийде (2009) (для студії «Невафільм Україна»)
105. Тільки для закоханих (2009) (для студії «Le Doyen»)
106. Трансформери: Помста полеглих (2009) (для студії «Postmodern»)
107. Будь кмітливим (2008) (для студії «CineType»)
108. Вольт (мультфільм) (2008) (для студії «Le Doyen»)
109. Грім у тропіках (2008) (для студії «Le Doyen»)
110. Двадцять одне (фільм) (2008) (для студії «Невафільм Україна»)
111. Життя спочатку (фільм) (2008) (для студії «Le Doyen»)
112. Загадкова історія Бенджаміна Баттона (фільм) (2008) (для студії «CineType») При дублюванні використано уривок твору Вільяма Шекспіра «Генріх VI» у перекладі Івана Драча.
113. Золото дурнів (фільм) (2008) (для студії «CineType»)
114. Індіана Джонс і королівство кришталевого черепа (2008) (для студії «Postmodern»)
115. Квант милосердя (2008) (для студії «Невафільм Україна»)
116. Монстро (2008) (для студії «AdiozProduction Studio»)
117. Неймовірний Халк (фільм) (2008) (для студії «Le Doyen»)
118. Операція «Валькірія» (фільм) (2008) (для студії «Postmodern»)
119. Орлиний зір (2008) (для студії «Le Doyen»)
120. Подорож до центру Землі (фільм, 2008) (для студії «CineType»)
121. Пригоди у Веґасі (2008) (для студії «Postmodern»)
122. Секс і місто / Sex and the City (2008) (для студії «CineType»)
123. Спід рейсер / Speed Racer (2008) (для студії «CineType»)
124. Телепорт (фільм) (2008) (для студії «Невафільм Україна»)
125. Точка обстрілу (2008) (для студії «Невафільм Україна»)
126. Темний лицар (фільм) (2008) (для студії «CineType»)
127. Хенкок (2008) (для студії «Невафільм Україна»)
128. Хлопці будуть у захваті / The House Bunny (2008) (для студії «Невафільм Україна»)
129. Явище (фільм, 2008) (для студії «Невафільм Україна»)
130. Бі Муві: Медова змова (2007) (для студії «Postmodern»)
131. Єлизавета: Золотий вік (2007) (дублювання студії «AdiozProduction Studio»)
132. Зачарована (2007) (для студії «Невафільм Україна»)
133. Сімпсони у кіно (2007) (для студії «Postmodern»)
134. Скарб нації 2: Книга Таємниць (2007) (для студії «Невафільм Україна»)
135. Стрілок (2007) (для студії «Lemma»)
136. Чужі проти Хижака: Реквієм (2007) (для студії «Невафільм Україна»)
137. Рятівник (фільм, 2006) (для студії «Невафільм Україна»)
138. Я, він та ще один (2006) (дублювання, яке було у кінопрокаті станом на 2020 рік втрачено. Майкла Даґлеса дублював Богдан Ступка)[4]. Прохання не міняти назву фільму, така була у кінопрокаті!
139. Мулан 2 / Mulan II (2004) (для студії «Невафільм Україна»)
140. Не бий копитом (для студії «Le Doyen») Прохання не міняти назву фільму, Не бий копитом — оф. назва!
141. Суперсімейка (2004) (для студії «Невафільм Україна»)
142. Історія іграшок 2 (1999) (для студії «Le Doyen»)
143. Історія іграшок (1995) (для студії «Le Doyen»)
144. Вавилон-5 (1994—1998) окремі серії (для «ICTV» у 90-х роках)
145. Сімпсони (1989—) (280 епізодів для студії «Пілот»)
146. Коти-аристократи (1970) (для студії «Le Doyen» у 2017 році)

## Переклад під закадрове озвучення
1. Диваки у 3D / Jackass 3D (2010) (для студії «Le Doyen»)
2. Екс - коханець (2006) (для студії «1+1»)
3. 16 кварталів (2006) (для студії «1+1»)
4. Знайомство з Факерами (2004) (для студії «1+1»)
5. Володар перснів: Повернення короля (2003) (для студії «1+1»)
6. Любов за правилами і без (2003) (для студії «1+1»)
7. Таємнича річка (2003) (для студії «1+1»)
8. Грай, як Бекхем (2002) (для студії «1+1»)
9. Люди в чорному 2 (2002) (для студії «1+1»)
10. Володар перснів: Хранителі Персня (2001) (для студії «1+1»)
11. Клієнт завжди мертвий (2001—2005) окремі серії (для студії «1+1»)
12. Аналізуючи це (1999) (для студії «1+1»)
13. Армагеддон (фільм, 1998) (для студії «1+1»)
14. Собаки на Місяці / Dogs in Space (1986) переклад і озвучення втрачено (для «ICTV» у 90-х роках)
15. Тутсі (фільм) (1982) (для студії «1+1»)
16. Нашивки / Stripes (1981) (для студії «1+1»)
17. Під веселкою / Under the Rainbow (1981) (для студії «1+1»)